# 杜姆奥斯
杜姆奥斯是挪威内陆郡多夫勒市的一个小镇。